# Provincia Occidental (Ruanda)
La Provincia Occidental (en francés: Province de l'Ouest) es una de las cinco provincias de Ruanda. Esta fue creada a principios de enero de 2006 como parte de un programa de descentralización del gobierno que reorganizó las estructuras de administración local del país. La Provincia del Oeste comprende las antiguas provincias de Cyangugu, Gisenyi, Kibuye, y una pequeña parte de Ruhengeri. Está dividida en los distritos de: Cyangugu, Gasiza, Gisenyi, Kibuye, Nogororero, Nyamasheke, y Rutsiro. La capital de Provincia de Oeste es Kibuye.
- Datos: Q737354
- Multimedia: West Province, Rwanda / Q737354